# Kutché
Kutché é um álbum de estúdio dos músicos argelinos Cheb Khaled e Safy Boutella, lançado em 1988.
| Críticas profissionais | Críticas profissionais |
| Avaliações da crítica  | Avaliações da crítica  |
| Fonte                  | Avaliação              |
| ---------------------- | ---------------------- |
| Allmusic               | [ 1 ]                  |

## Lista de faixas
| N.º            | Título         | Compositor(es)                             | Duração |  |
| 1.             | "La Camel"     | Cheb Khaled, Safy Boutella                 | 5:33    |  |
| 2.             | "Kutché"       | tradicional, adaptada por Khaled, Boutella | 5:58    |  |
| 3.             | "El Lela"      | Khaled, Boutella                           | 5:01    |  |
| 4.             | "Baroud"       | tradicional, adaptada por Khaled, Boutella | 3:58    |  |
| 5.             | "Chebba"       | Khaled, Boutella                           | 5:47    |  |
| 6.             | "Hana-Hana"    | Khaled                                     | 5:26    |  |
| 7.             | "Chab Rossi"   | tradicional, adaptada por Khaled, Boutella | 5:03    |  |
| 8.             | "Minuit"       | Khaled                                     | 5:50    |  |
| Duração total: | Duração total: | Duração total:                             | 42:36   |  |